# IC 1706/2
IC 1706/2 је галаксија у сазвијежђу Рибе која се налази на листи објеката дубоког неба у Индекс каталогу.
Деклинација објекта је + 14° 49' 10" а ректасцензија 1h 27m 31,2s. Привидна величина (магнитуда) објекта IC 1706 износи 15,0 а фотографска магнитуда 16,0. IC 17062 је још познат и под ознакама CGCG 436-57.